# Neues Theater (Leipzig)

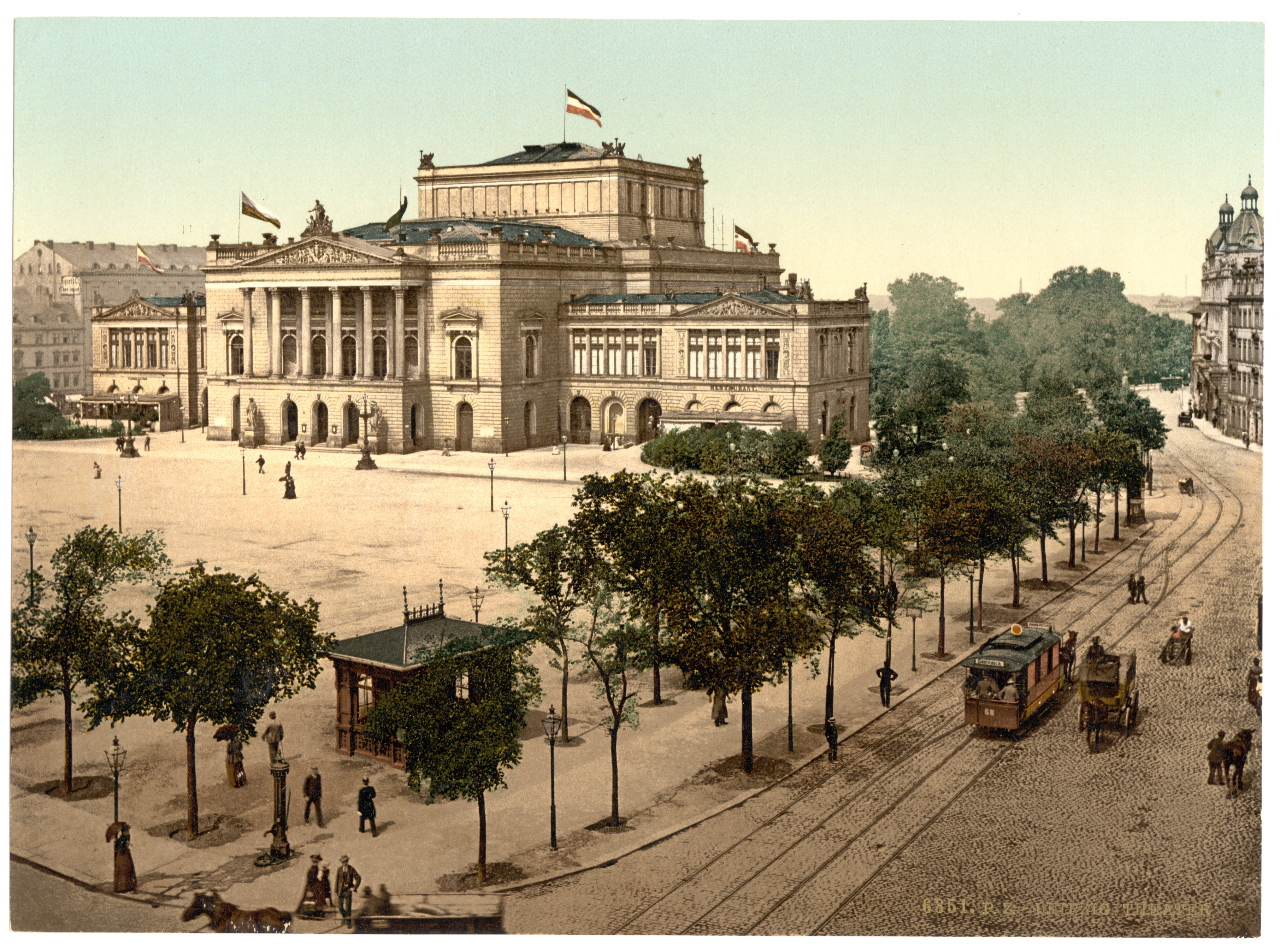
Das Neue Theater (um 1900)

Das Neue Theater war der Vorgängerbau des Opernhauses an der Nordseite des Augustusplatzes in Leipzig. Es wurde in den Jahren 1864–1868 vom klassizistischen Architekten Carl Ferdinand Langhans errichtet, brannte 1943 im Zweiten Weltkrieg aus und wurde 1950 in der DDR abgerissen.

## Geschichte
Es wurde in den Jahren 1864–1868 von Carl Ferdinand Langhans an der Nordseite des Augustusplatzes erbaut. Detailplanung und Bauleitung lag in den Händen des Leipziger Architekten Otto Brückwald. Zur Eröffnung am 28. Januar 1868 wurde Goethes Iphigenie auf Tauris gegeben. Das Neue Theater bot 1700 Sitz- und 300 Stehplätze und war für Schauspiel, Oper und Ballett gedacht. Da sich das Haus als ausgezeichnet für die Oper, für das Schauspiel jedoch als ungeeignet erwies, zog das Schauspiel ganz in das Alte Theater am Fleischerplatz (Theaterplatz, heute Richard-Wagner-Platz), während das Neue Theater zur Leipziger Oper avancierte.
1935–1938 wurden Zuschauerraum, Bühne und Orchestergraben umgebaut. Im Zweiten Weltkrieg brannte das Theater bei einem alliierten Luftangriff am 4. Dezember 1943 aus. Bis zum Vortag der Zerstörung war die Bühne noch bespielt worden. Die wiederaufbaufähige Ruine des Langhans-Baus wurde 1950 abgerissen und an gleicher Stelle nach mehreren Wettbewerben und Vorprojekten von 1956 bis 1960 die neue Oper in einem Stilmix aus Neoklassizismus und Nachkriegsmoderne errichtet. Als Ausweichquartier der Oper diente von 1945 bis 1960 das Haus Dreilinden im Leipziger Stadtteil Lindenau.

Historische Bilder
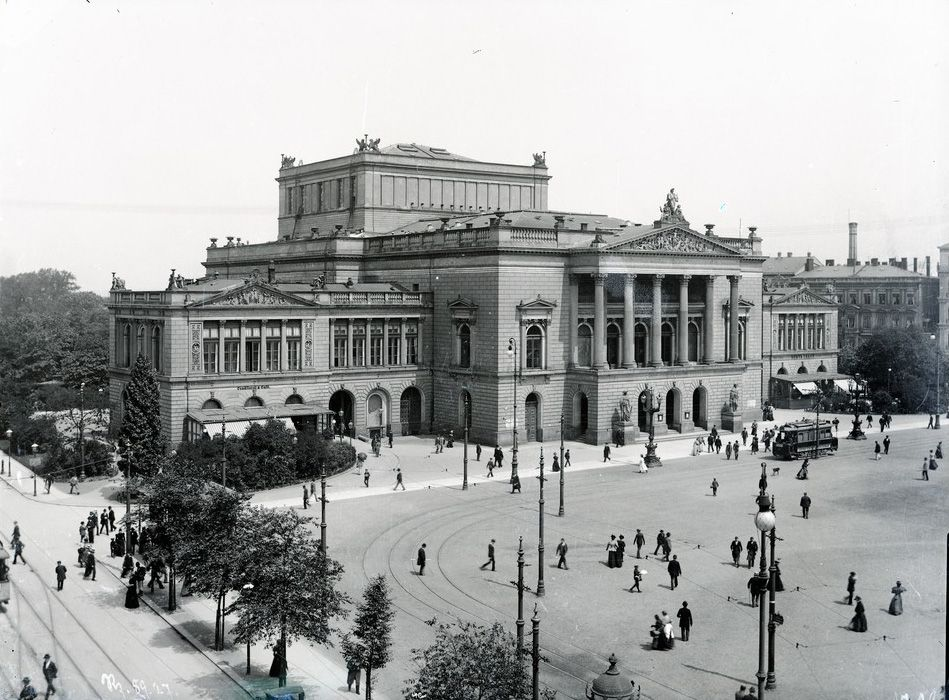
Fassade des Neuen Theaters
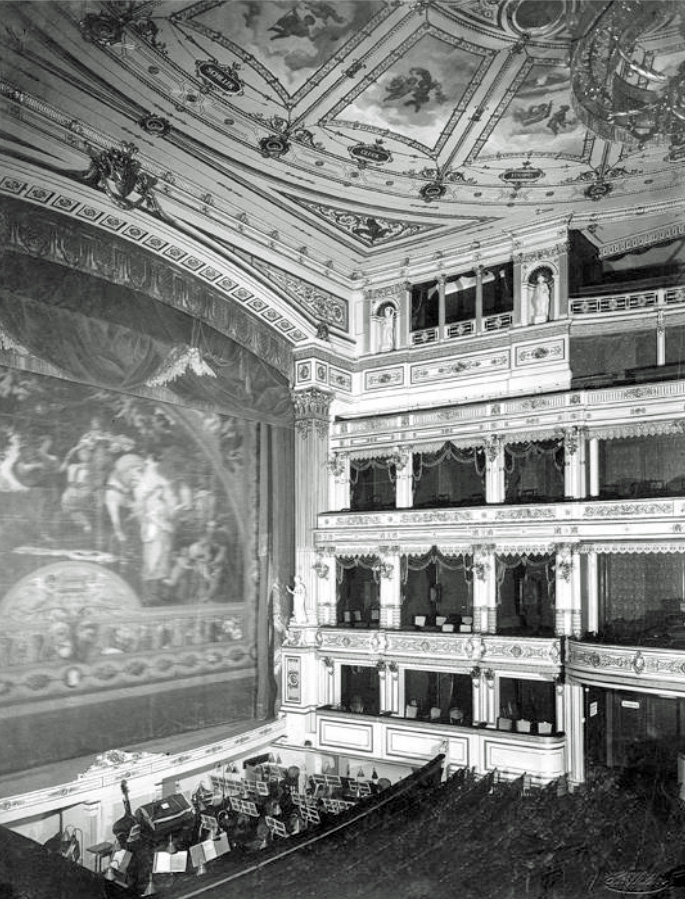
Im Saal des Neuen Theaters
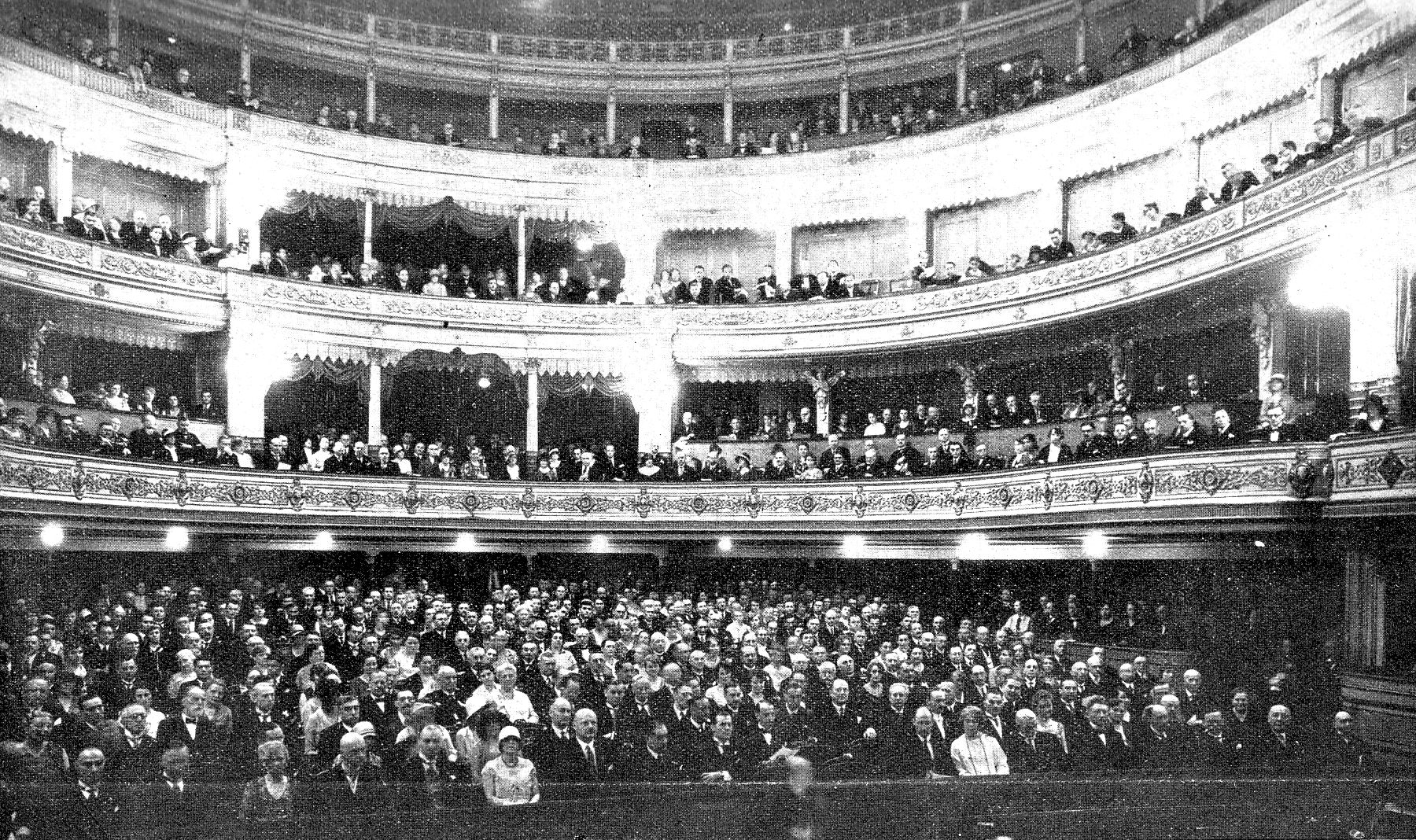
Blick von der Bühne in den Zuschauerraum (ca. 1930)
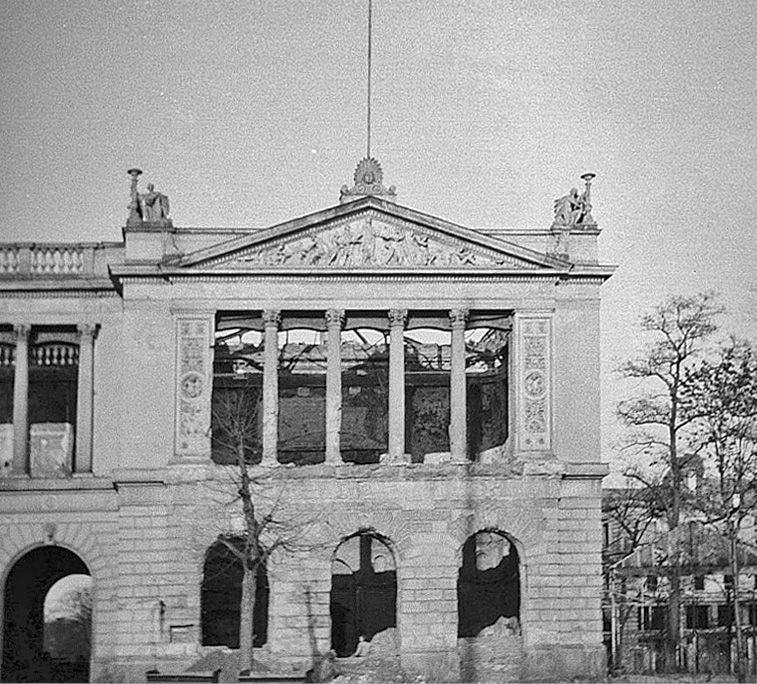
Ruine des rechten Seitenflügels (um 1947)
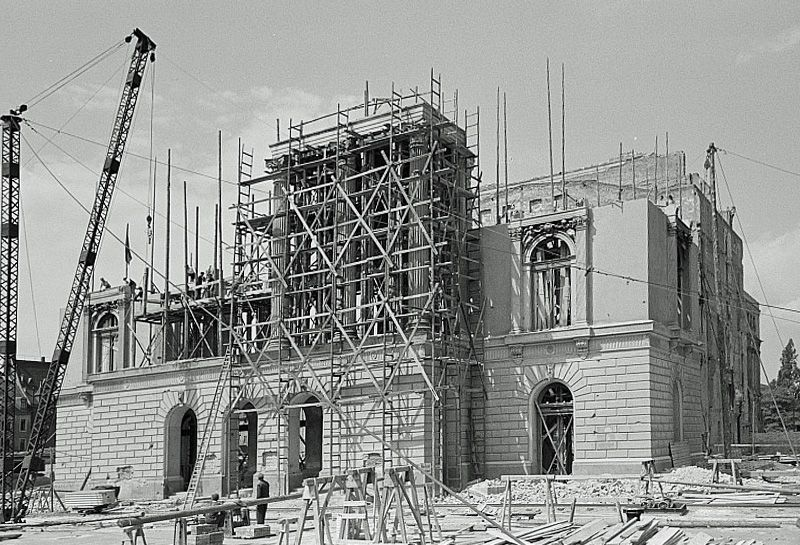
Abbruch der Ruine im Juli 1950

## Skulpturenschmuck
Der bei Luftangriffen 1943 weitgehend zerstörte Bau besaß einen bemerkenswerten Skulpturenschmuck. Das Giebelfeld über der Vorhalle, darstellend Die Poesie, an der sich die andern Künste begeistern, modellierte der Bildhauer Hugo Hagen, ebenso die große Giebelakroterie Apollo, Klio und Kalliope, die Seitenakroterien sind Werke von Eduard Lürssen. Die seitlichen Giebelreliefs Bacchuszug und Ceres als Kulturbringerin modellierte August Wittig, die Mittelakroterien darüber und auch von der Rückfront stammen von Emil Schiele. Bildhauer Lürssen schuf überdies drei Paare geflügelter Viktorien sowie Metopen an der Rückwand der Vorhalle, die von je zwei Genien begleiteten Musen Polyhymnia, Erato, Terpsichore, Urania und Euterpe darstellend. Die Akroterien des quadratischen Mittelbaus, große, von Greifen gehaltene Kandelaber, sind wiederum Werke von Bildhauer Wittig, der auch die zum Bau gehörenden acht großen Kandelaber, die von weiblichen Genien getragen werden, modellierte. Zum Theaterbau gehörte überdies eine Brunnengruppe Amor mit dem Delfin spielend von Bildhauer Lürssen. Mit Ausnahme der in Kunststein ausgeführten Reliefs waren die Skulpturen alle in Berlin aus bronziertem Zinkguss hergestellt worden.
In der Vorhalle fanden 1868 die Büsten von 15 Dichtern aus alter und neuer Zeit Aufstellung, sämtlich von Bildhauer Hermann Knaur modelliert: Sophokles, Aristophanes, Plautus, Hans Sachs, Shakespeare, Calderón, Lope de Vega, Corneille, Goldoni, Molière, Oehlschläger, Friedrich Hebbel, August Wilhelm Iffland, August von Kotzebue und Adolf Müllner.
Die Skulpturenelemente, die die Bombenangriffe überstanden hatten, vor allem jene des Giebelreliefs (Tympanon) wurden beim Abriss der Ruine abgetragen. Sie wurden an der Umfassungsmauer des Alten Johannisfriedhofs angebracht. Bei der Erneuerung der Mauer 1990 wurden sie demontiert und schutzlos auf dem Gelände gelagert. Anfang 1991 wurde man auf sie aufmerksam und brachte sie im Sommer 1992 zur Restaurierung in die Werkstatt des Leipziger Bildhauers Markus Gläser. Im Juni 1993 wurden die etwa zweieinhalb bis drei Tonnen schweren Segmente in restauriertem und teilweise ergänztem Zustand im Rahmen der 300-Jahr-Feier der Leipziger Oper in der Grünanlage westlich des jetzigen Opernhausbaus aufgestellt

Die Restaurierung am Beispiel des rechten Seitenteils des Giebelreliefs
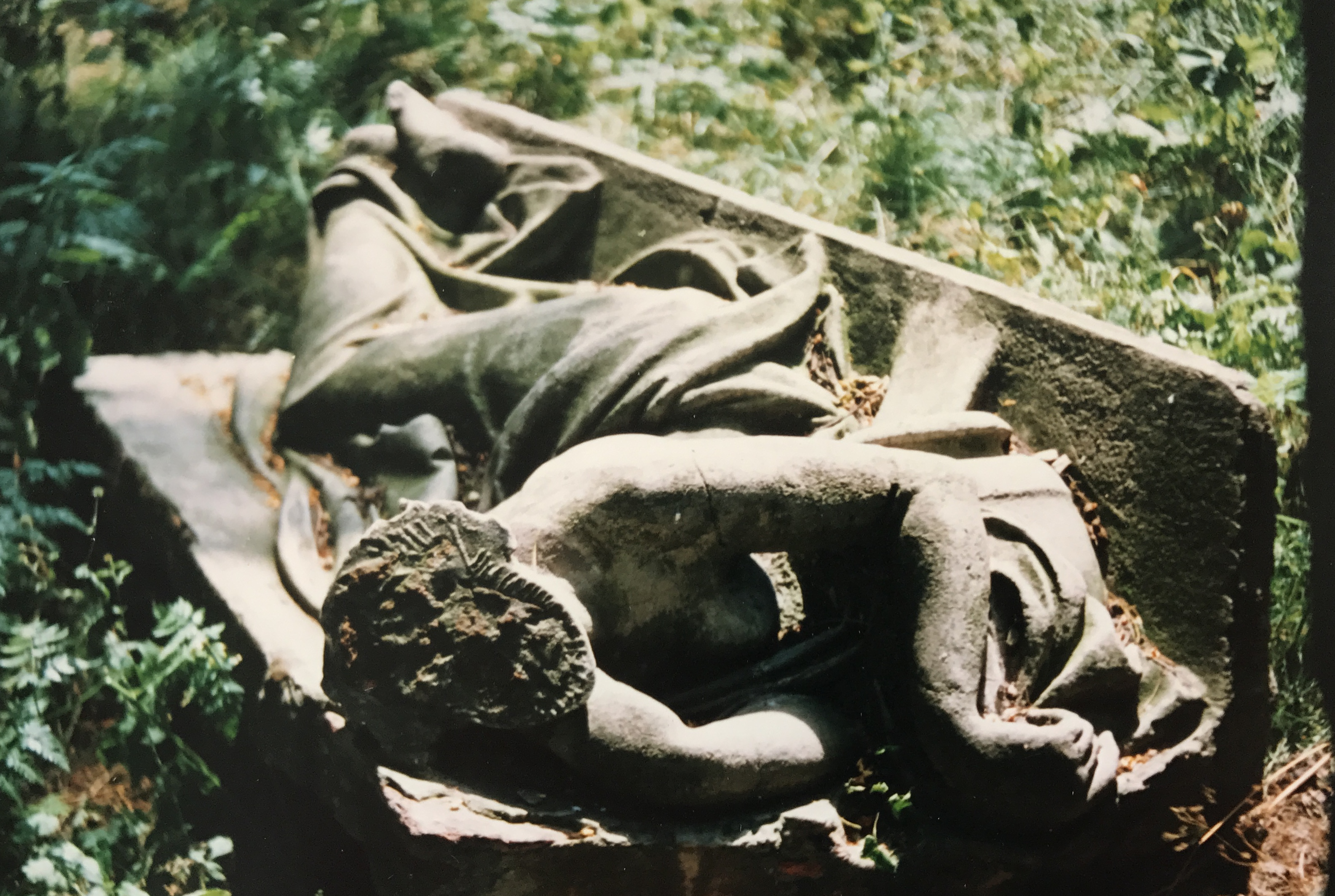
Auffindungssituation auf dem Alten Johannisfriedhof (1991)
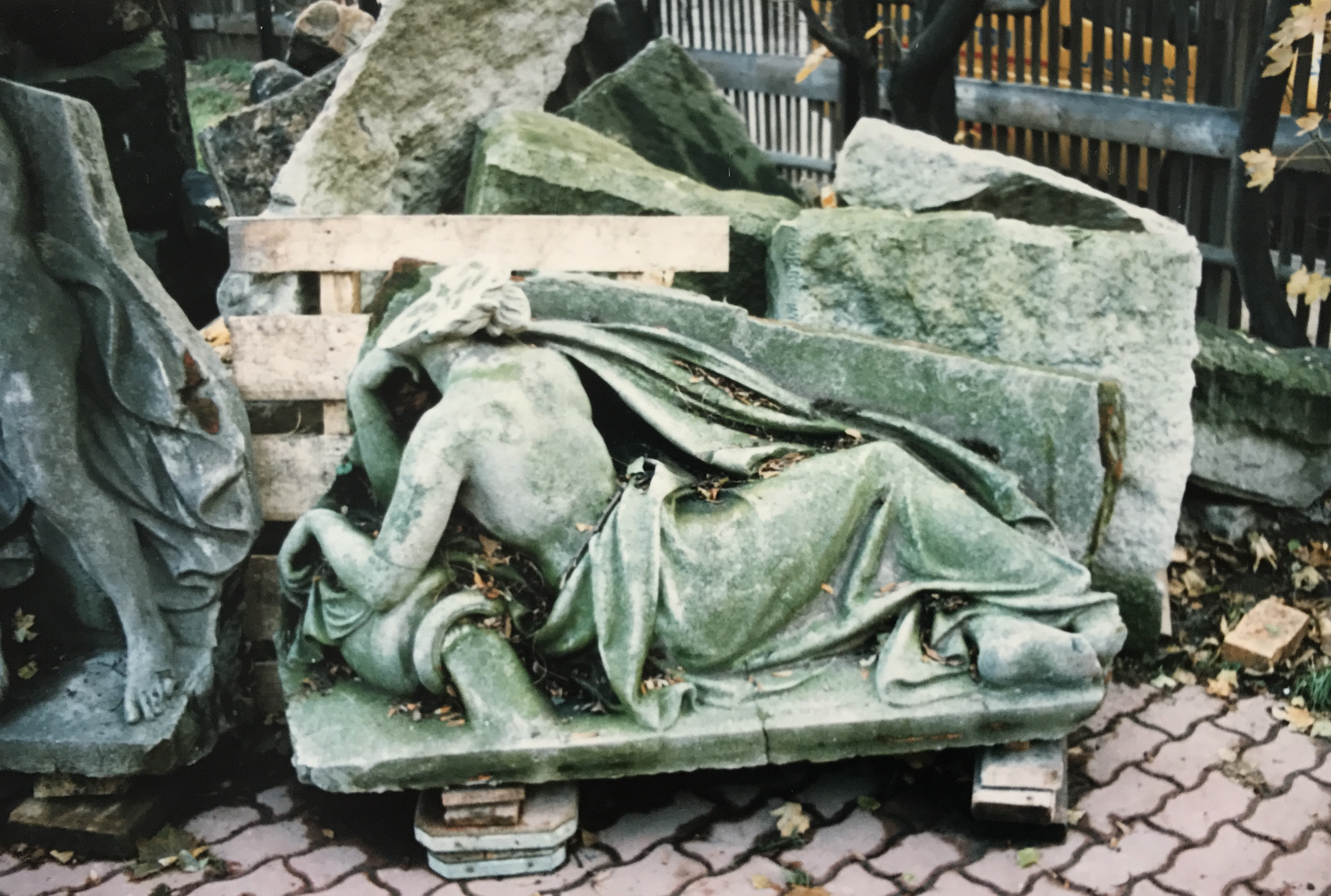
Während der Restaurierung (1992)
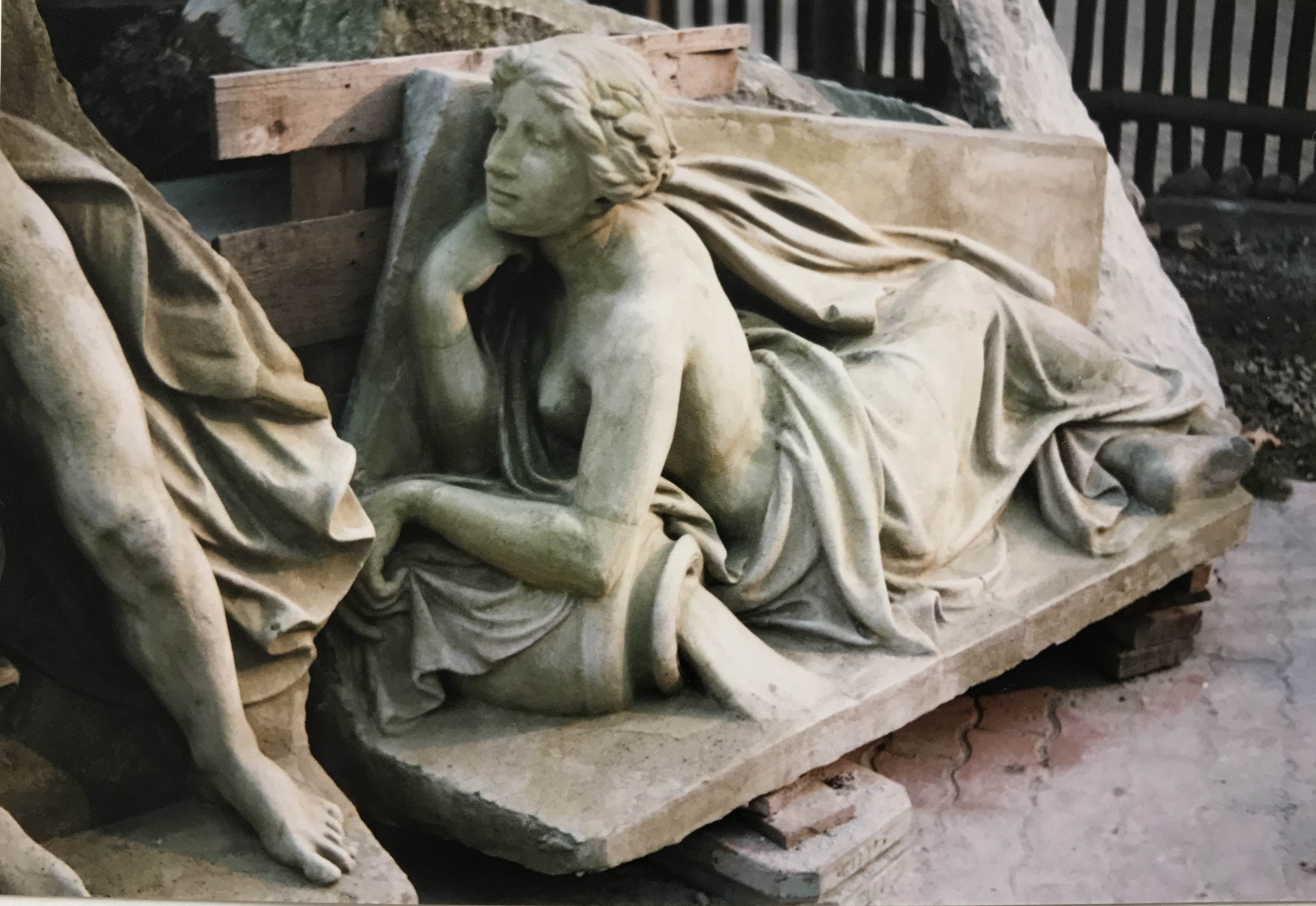
Nach der Restaurierung (1993)
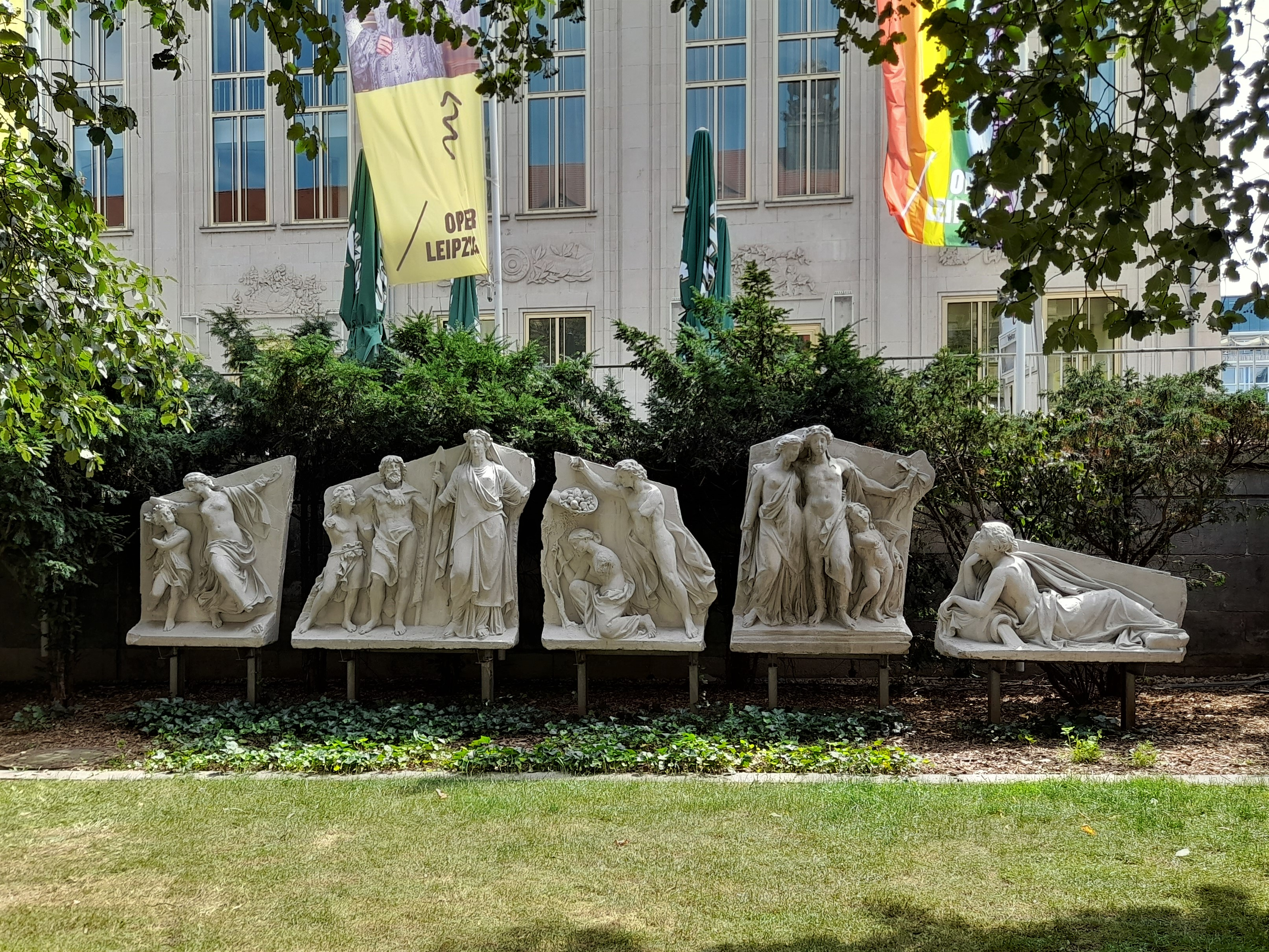
Gesamte Gruppe an der Westseite des Opernhauses (2023)

## Uraufführungen (Auswahl)
- 1884 – 7. Sinfonie von Anton Bruckner[4]
- 1902 – Orestes von Felix Weingartner
- 1927 – Jonny spielt auf von Ernst Krenek
- 1930 – Aufstieg und Fall der Stadt Mahagonny von Bertolt Brecht und Kurt Weill
- 1931 – Die Blume von Hawaii von Paul Abraham
- 1937 – Viola von Ludwig Schmidseder
- 1943 – Catulli Carmina von Carl Orff